# Галина Воскобоева
Галина Воскобоева (на руски: Галина Воскобоева) е казахстанска и руска тенисистка, родена на 18 декември 1984 г. в руската столица Москва.
Най-високата ѝ позиция в ранглистата за жени на WTA е 42-ро място, постигнато на 7 май 2012 г. Достига първия си финал в турнири от WTA на Хансол Корея Оупън 2011.

## Финали на турнирите от WTA Тур

### Загубени финали на сингъл(1)
| До 2009                  | От 2009                |
| ------------------------ | ---------------------- |
| Голям шлем (0)           |                        |
| Шампионат на WTA Тур (0) |                        |
| I категория (0)          | Задължителни висши (0) |
| II категория (0)         | Висши 5 (0)            |
| III категория (0)        | Висши (0)              |
| IV и V категория (0)     | Международни (1)       |

| финал № | дата              | турнир             | място | настилка | съперничка на финала       | резултат           |
| 1.      | 23 септември 2011 | Хансол Корея Оупън | Сеул  | твърда   | Мария Хосе Мартинес Санчес | 6 – 7(0), 6 – 7(2) |